# Ochotnicza Straż Pożarna w Lubzinie
Ochotnicza Straż Pożarna w Lubzinie – organizacja społeczna, powołana do życia w 1875 roku pod nazwą Towarzystwo Straży Pożarnej. Jest zrzeszona w Związku Ochotniczych Straży Pożarnych Rzeczypospolitej Polskiej. Jednostka działa w powiecie ropczycko-sędziszowskim, w gminie Ropczyce.

## Założyciele
- Władysław Dziedziak
- Jan Fryz
- Ludwik Tokarz – pierwszy komendant-naczelnik
- Michał Nowak

W latach 20. XX w nastąpiło ożywienie Straży Pożarnej w Lubzinie. W tym okresie druhami byli: 
- Jan Momola – prezes
- Władysław Kapica
- Władysław Kielar
- Stefan Osucha
- ksiądz proboszcz Andrzej Rejowski
- Jan Kotocki
- Karol Cielak - naczelnik
- Wojciech Jarosz
- Józef Sobuś
- Wojciech Kołodziej - sołtys Brzezówki
- Stanisław Paruch
- Jan Paruch
- Władysław Paruch
- Józef Golonka – zastępca naczelnika
- Piotr Golonka - skarbnik
- Jan Dreszer - sołtys Lubziny
- Franciszek Szyper - gospodarz

W latach 30. XX w druhami Straży Pożarnej w Lubzinie byli: 
- Józef Bojarski
- Kazimierz Bojarski
- Tadeusz Orłowski
- Jan Orłowski
- Adam Bielatowicz
- Franciszek Bojarski
- Ludwik Orłowski
- Tadeusz Dreszer
- Stefan Mazur
- Władysława Golonka
- Jan Szczygieł
- Władysław Łątek
- Władysław Pikuła

W latach 40. XX wieku druhami byli:
- Adam Bielatowicz
- Tadeusz Dreszer
- Jan Dreszer
- Ludwik Orłowski
- Tadeusz Orłowski
- Witold Sroka,
- Stanisław Bojarski
- Stefan Mazur
- Władysław Golonka
- Krystian Mazur- naczelnik
- Jan Kubacki
- Piotr Rybski
- Bronisław Lauzer
- Józef Kusza
- Władysław Dziedziak

W dniu 20 maja 1973 r. dokonano wyboru nowego Zarządu jednostki. W tym okresie druhami byli:
- Leszek Schab - prezes
- Adam Sowa
- Jan Golonka
- Norbert Golonka
- Stefan Charchut
- Stanisław Harchut
- Jan Szczygieł
- Eugeniusz Cieślik
- Edward Bielatowicz

Współcześnie Ochotnicza Straż Pożarna w Lubzinie liczy około 50 strażaków. 
- Prezes - Andrzej Cierpiał
- Naczelnik - Krzysztof Pikuła
- Za-ca Naczelnika - Sebastian Łętek
- Skarbnik - Mateusz Buczak
- Sekretarz - Magdalena Olech
- Mariusz Wójcik
- Justyna Kopala
- Krzysztof Mikowski

## OSP w regionie
Polskie pożarnictwo liczy ponad 630 lat. Już w 1374 roku Rada Miejska Krakowa wprowadziła przepisy zwane "porządkami ogniowymi", które określały nakazy przestrzegania bezpieczeństwa ogniowego wraz z czynnościami ratowniczymi dla mieszkańców. Akcją gaśniczą kierował burmistrz, a potem gdy powstały "drużyny ogniowe", akcją kierował "rotmistrz", a strażaków nazywano "szprycmajstrami". Rozwój ochotniczych straży przypada na I i II połowę XIX wieku. W Warszawie straż powstała w 1836 roku, w Bieczu 1857 roku. W 1867 roku w Jaśle, Gorlicach i Sanoku w 1872 roku. W Lubzinie w 1875 roku .Powstawanie straży pożarnych ("ogniowych") wynikało z konieczności losowych. Ówczesne budownictwo wiejskie, to drewniane, zatem łatwopalne domy i gospodarstwa. W 1875 roku we Lwowie powołano "Krajowy Związek OSP – Królestwa Galicji i Lodomerii z Wielkim Księstwem Krakowskim" – do koordynowania działalności jednostek strażackich. 

## Historia OSP w Lubzinie
W połowie lat trzydziestych XX w. podjęto budowę remizy w Lubzinie-Sepnicy. Dach remizy zdobiła drewniana postać strażaka z trąbką, którą wykonał Władysław Czochara. W budowie pomagali uczniowie, między innymi Kazimierz Bojarski, Eugeniusz Bielatowicz, Ludwik Orłowski, Bolesław Kusza. Zastąpił on niespełniający swej funkcji budynek remizy z 1909 roku. W 1939 roku niektórzy strażacy zmobilizowani zostali do Wojska Polskiego. W czasie okupacji działała straż (liczyła ponad 40 osób przymusowo wcielonych), jako "Przymusowa Straż Pożarna". Prócz normalnych zadań druhowie pełnili warty ,pracowali przy odśnieżaniu i pilnowaniu drogi. W 1977 roku przystąpiono do budowy remizy w obecnym miejscu, prace ukończono rok później.

## Akcje gaśnicze i inne
Na przestrzeni dziejów druhowie w Lubzinie oprócz swojego powołania czynnie uczestniczyli w życiu społecznym wsi Lubzina, Paszczyna Skrzyszów i brali udział we wszystkich wiejskich przedsięwzięciach:
- 1909 – budowa szopy-remizy
- 1914 - udział kilku członków OSP na frontach I wojny światowej w Legionach Piłsudskiego.
- 1923 - zakup ręcznej sikawki
- 1924 - budowa remizy strażackiej, obok szkoły
- 1931 - straż bierze udział w różnych akcjach (pożary, powodzie)np w Ropczycach
- 1939-1940 - udział członków OSP działaniach wojennych
- 1953 – straż otrzymuje motopompę "M-200"
- 1956 – I Powiatowe Zawody (I miejsce w grupie)
- 1960-1970 – kilkanaście razy straż bierze udział w różnych akcjach (pożary, powodzie)
- 1964 – OSP w jednostkach typu "Km" (zaszeregowanie do typu "Km" dotyczy jednostek posiadających w dyspozycji: motopompę, wóz strażacki konny z możliwością doczepienia do traktora) przeszkolenie 14 strażaków (kurs I stopnia)
- 1951 – elektryfikacja wsi – pomoc w stawiania słupów trakcji elektrycznej
- 1973-1974 – budowa remizy i Domu Strażaka
- 1975-1985 – rozbudowa szkoły (współudział)
- 1988 – I miejsce w grupie III w miejsko-gminnych zawodach sportowo pożarniczych w Ropczycach

- 1990 – budowa kościoła filialnego (współudział)
- 1990-1995 – budowa sieci gazowniczej (współudział)
- 1995 – III miejsce w zawodach sportowo-pożarniczych w Ropczycach
- 2009 – udział w akcji powodziowej na terenie gminy Ropczyce
- 2010 – udział w akcji powodziowej terenie powiatu Tarnobrzeskiego i Mieleckiego.
- 2010 – zakup samochodu gaśniczego GBA 2,5/25 Man.
- 7 listopada 2010 – uroczystość poświęcenia i przekazania nowego samochodu strażackiego jednostce Ochotniczej Straży Pożarnej w Lubzinie

## Baza techniczna
- Motopompa M-200 – (egzemplarz muzealny -remiza)
- Lekki samochód pożarniczyGLA 16 Mercedes z 1979r.
- Samochód pożarniczy Man - (remiza)
- Remiza strażacka
- Wyposażenie specjalistyczne – zgodne z wymogami technicznego wyposażenia jednostek straży pożarnych